# II. bojna skupina (Slovensko domobranstvo)
II. bojna skupina je bila bojna skupina (v moči bataljona), ki je delovala v sestavi Slovenskega domobranstva med drugo svetovno vojno.

## Zgodovina
Bojna skupina je bila ustanovljena decembra 1943 in bila februarja 1944 razpuščena. Sprva je bila nameščena na Škofljici, nato pa v Velikih Laščah.

## Poveljstvo
Poveljniki
- stotnik Franc Pavlovčič

## Sestava
- štab
- 21. četa (Črna vas)[1]
- 22. četa (Ig, Šmarje, Škofljica)
- 23. četa (Ig, Šmarje, Škofljica)[1]
- 24. četa (Grosuplje)
- 25. četa (Velike Lašče)
- 26. četa (Turjak)
- 27. četa (Škofljica)[1]
- 28. četa (Škofljica)[1]
- 29. četa (Škofljica)